# 爆破予告 (小説)
『爆破予告』（ばくはよこく、Mord på 31:a våningen）は、ペール・ヴァールー著による警察小説である。

## あらすじ
イェンセン主任警部は警視総監から直々に、ある企業への脅迫事件を捜査するように命令を受けた。この企業は国内の出版事業をほぼ独占し、新聞、出版、印刷、製紙業に至るまでを擁しており、政府内へも影響力を持っていた。この企業に本社ビルを爆破するという脅迫状が届き、イェンセン警部が会長、社長、専務取締役と協議した結果、爆破予告時刻の前にビル内の従業員を避難訓練という名目で屋外へ避難させた。
結局、爆発は起こらなかったが、イェンセン警部は1週間の期間での犯人検挙を命じられ、捜査を開始した。企業内部への自由な出入りを許可されての捜査であったが、妙に閉鎖的な社内からは目ぼしい結果は得られず、30階建てのこのビルに「31階」と呼ばれる謎の部署があるらしいことがわかった。
一方で脅迫状に使用されていた特殊な紙は、この企業が貢献のあった社員へ退職時に渡す感謝状に使用しているものと同一の紙であることが判明した。イェンセン警部はこの用紙で作成された感謝状を受け取った、退職した社員を訪ね始めた。

## 登場人物
- イェンセン主任警部
- 警視総監
- 会長
- 社長
- 専務取締役